# Liptovský Mikuláš
Liptovský Mikuláš (slovaque : Liptovský Svätý Mikuláš avant 1950, allemand : Sankt Nikolaus in der Liptau, hongrois : Liptószentmiklós) est une ville du nord de la Slovaquie, sur les rives du Váh. Elle est située à l'est du lac de Liptovská Mara et à l’ouest de la Région de Žilina, dans le bassin du Liptov entre les Basses Tatras et les Hautes Tatras.
Liptovský Mikuláš est aussi connue comme une ville culturelle où on trouvait de nombreuses guildes de marchands.
Au cours du XXe siècle 13 communes ont fusionné avec la ville : Andice, Benice, Bodice, Čemice, Demänová, Iľanovo, Liptovská Ondrašová, Okoličné a Stošice, Palúdzka, Ploštín, Ráztoky, Vrbica et Vitálišovce.
Héraldique : Dans un bouclier bleu, Saint-Nicolas aux cheveux d'argent et à la barbe d'argent dans des chaussures dorées, une aube d'argent, une soutane argentée bordée d'or et un manteau d'argent, tenant un livre d'argent devant lui avec sa main droite, plié avec trois boules d'or (1, 2), dans sa main gauche devant lui avec une béquille inversée dorée inclinée à gauche.
| Slovenčina: Heraldický register Slovenskej republiky English: Heraldic Register of the Slovak Republic |                                                 |
| Tincture (SK)                                                                                          | argentorazure                                   |
| Date                                                                                                   | 28 November 2020                                |
| Artist                                                                                                 | Krumpi                                          |
| Source                                                                                                 | Own work, Dizajn manuál mesta Liptovský Mikuláš |

## Histoire
La ville de Mikuláš fut mentionnée pour la première fois dans les actes du roi Ladislas IV en 1286. Le premier écrit mentionne l'église Saint-Nicolas (Svätý Mikuláš en slovaque) qui deviendra la base sur laquelle la ville sera fondée dès 1299.
Ville d'artisanat par excellence, elle abritait de nombreuses guildes, la plus ancienne, celle des cordonniers, s'installa en 1508. Existaient aussi les guildes des forgerons, des tailleurs, des fourreurs, des chapeliers et des bouchers.
Le 17 mars 1713, le héros populaire slovaque Jánošík fut exécuté au château après y avoir été emprisonné et jugé.
La ville fait partie du Royaume de Hongrie jusqu'à la proclamation de la république tchécoslovaque en 1918.
En 2003 a été signé un Pacte d'amitié avec la ville d'Annecy.

## Démographie

### Évolution de la population
| Année:               | 1994.  | 2004.   | 2014.   | 2024.   |
| -------------------- | ------ | ------- | ------- | ------- |
| Nombre de personnes: | 33 401 | 32 930  | 31 593  | 29 860  |
| Différence:          |        | -1,41 % | -4,06 % | -5,48 % |

| Année:               | 2023.  | 2024.   |
| -------------------- | ------ | ------- |
| Nombre de personnes: | 30 040 | 29 860  |
| Différence:          |        | -0,59 % |

## Économie
La ville est un centre touristique[réf. nécessaire].

## Personnalités liées à la ville
- Jozef Božetech Klemens (1817), peintre
- Ján Levoslav Bella (1843), compositeur
- Samuel Fischer (1859), éditeur
- Aurel Stodola (1859), physicien
- Slavoljub Eduard Penkala (1871), ingénieur, inventeur
- Martin Rázus (1888, Vrbica), auteur, politicien
- Ivan Stodola poète, dramaturge, médecin
- Janko Kráľ, poète
- Janko Alexy (1894), peintre
- Koloman Sokol (1902), peintre
- Ladislav Hanus (1907), philosophe, théologien, auteur
- Soňa Mihoková (1971), biathlète
- Michal Martikan (1979), céiste, double champion olympique
- Milan Jurčina (1983), joueur de hockey sur glace
- Michaela Kavcová (1999), artiste

## Galerie

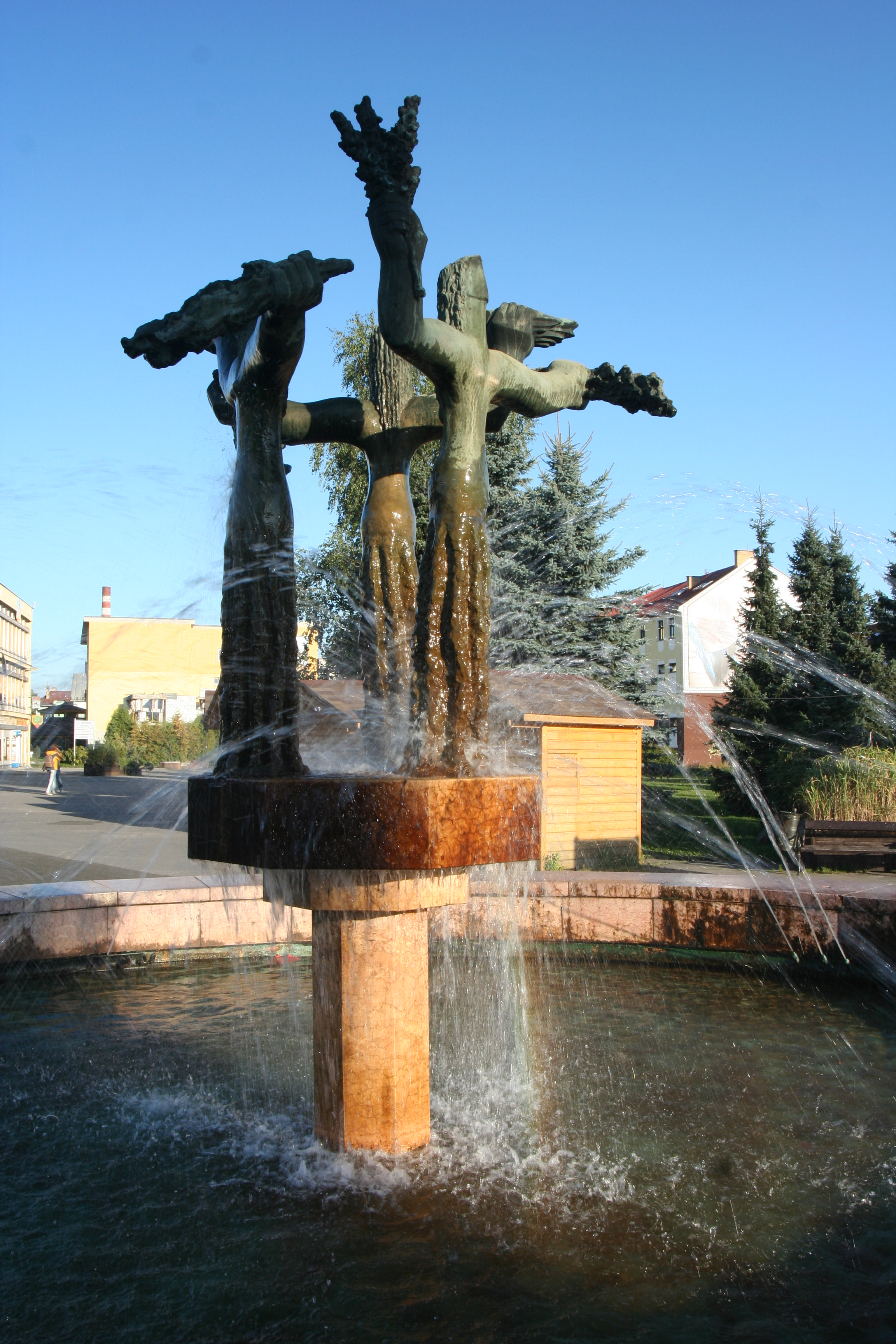
Fontaine
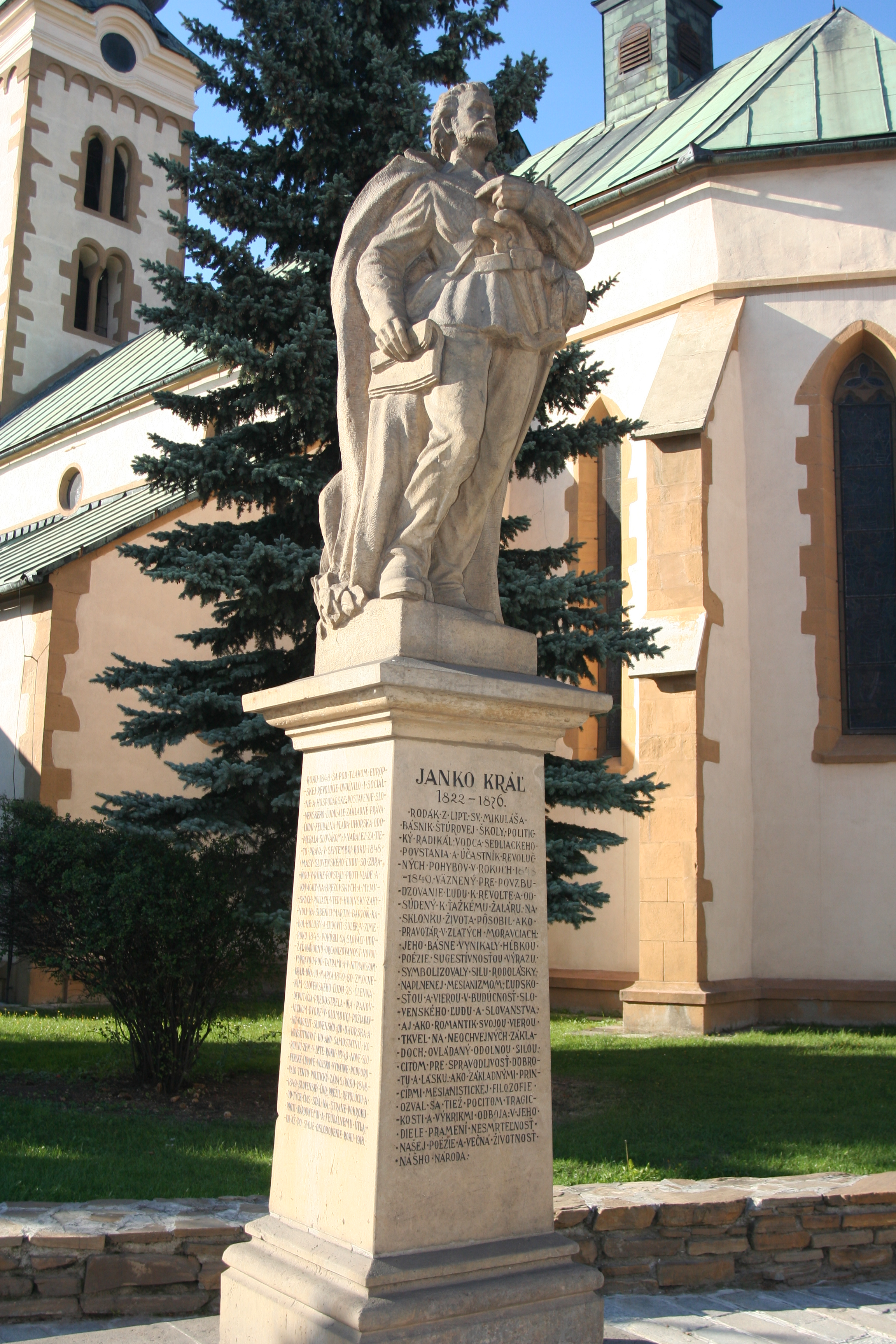
Monument à Janko Kráľ
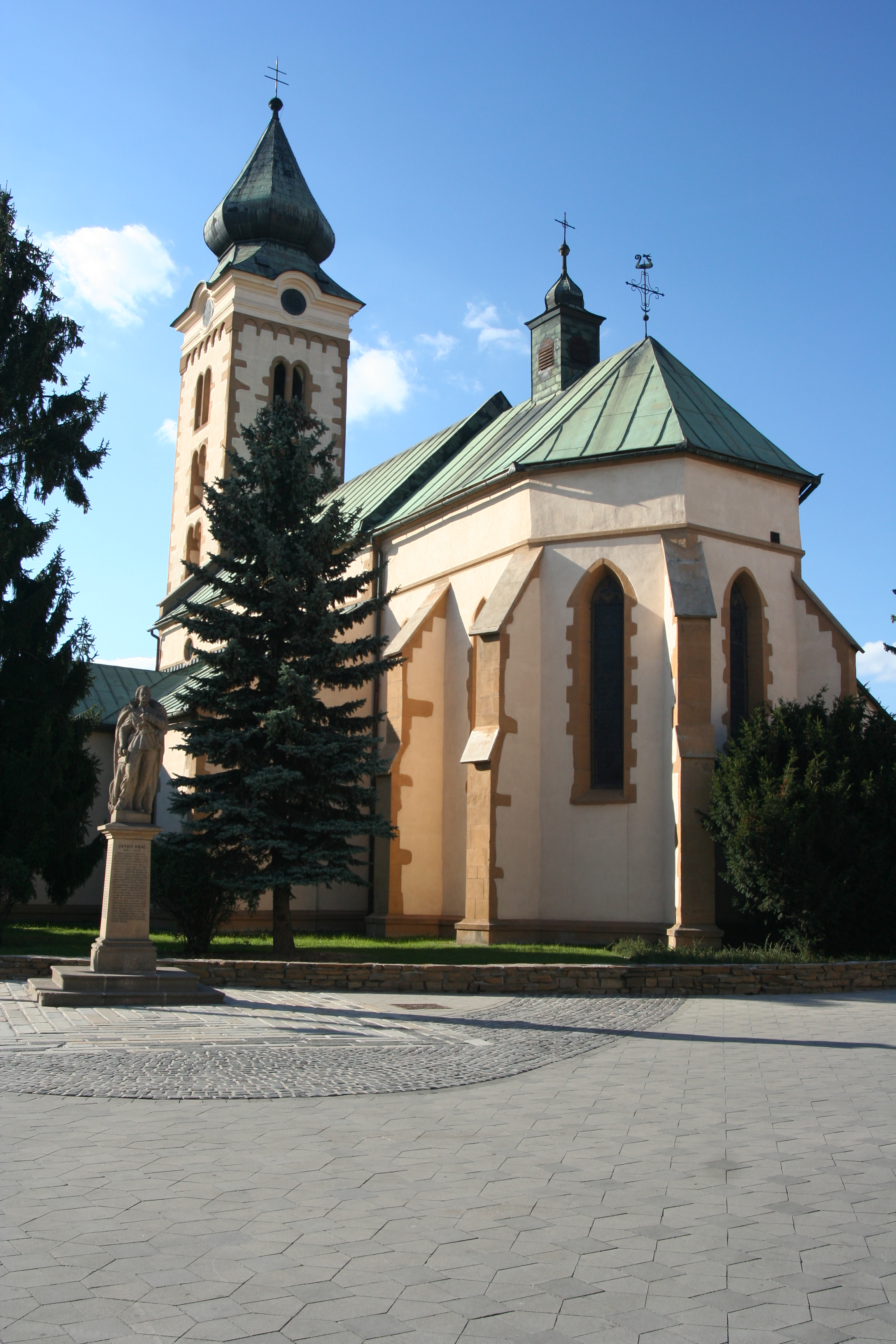
Église Saint Nicolas
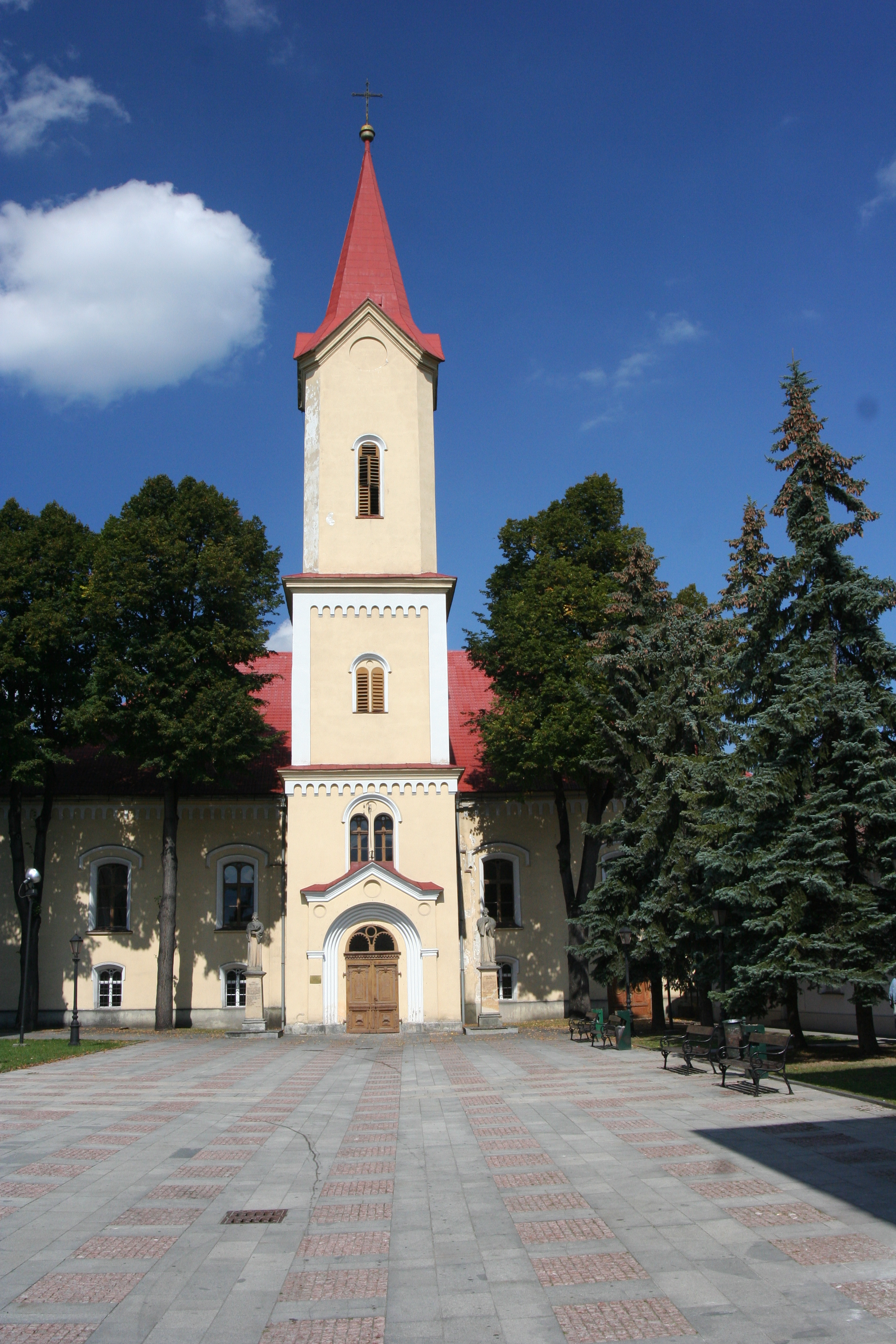
Église évangélique
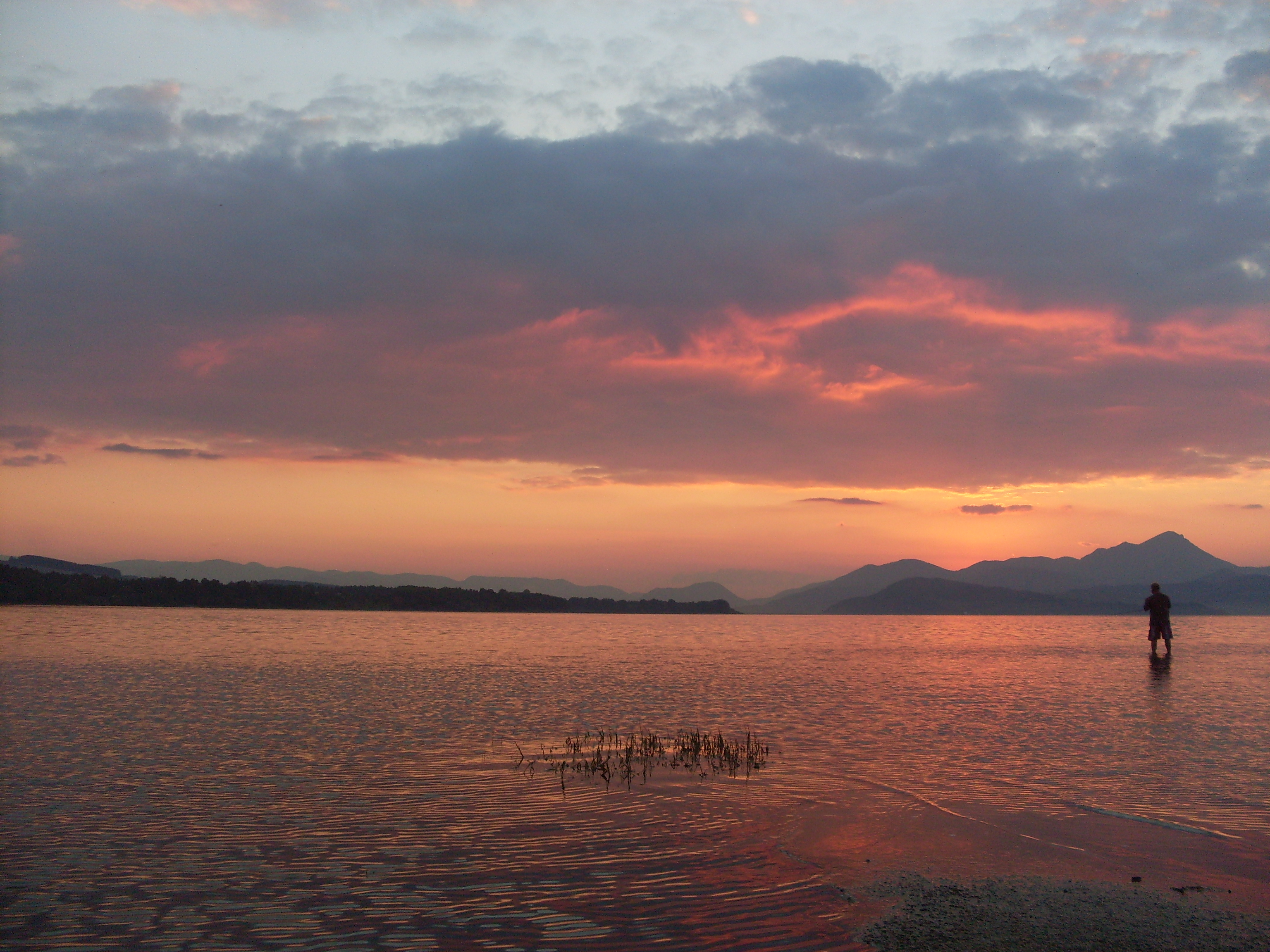
Lac de Liptovská Mara